# Geoffrey Wilkinson
Sir Geoffrey Wilkinson (14. července 1921 – 26. září 1996) byl anglický chemik, nositel Nobelovy ceny za chemii za rok 1973. Obdržel ji společně s Ernstem O. Fischerem za výzkum v oblasti chemie organometalických sloučenin sendvičové struktury. Studoval na Imperial College London roku 1941, a od následujícího roku až do roku 1946 působil v Kanadě v oblasti výzkumu jaderné energie. Po válce pracoval několik let v USA, do Evropy se vrátil roku 1955 a nastoupil jako učitel do Královské univerzity v Londýně. Byl ženatý a měl dvě dcery.
Je znám díky popularizaci využití Wilkinsonova katalyzátoru, RhCl(PPh3)3, v katalytické hydrogenaci a také díky objevu struktury ferrocenu.